# Ndjibu N’Golomingi
Ndjibu N’Golomingi (ur. 16 kwietnia 1964) – kolarz szosowy z Demokratycznej Republiki Konga, uczestnik letnich igrzysk olimpijskich.
N’Golomingi reprezentował Demokratyczną Republikę Konga na letnich igrzyskach olimpijskich podczas igrzysk 1988 w Seulu oraz igrzysk 1992 w Barcelonie. W 1988 wystartował w jeździe drużynowej na czas razem z Mobange Amisim, Pasi Mbenzą i Kimpale Mosengo. Kongijczycy zajęli wówczas 28. miejsce spośród 31 reprezentacji. N’Golomingi brał także udział w wyścigu indywidualnym ze startu wspólnego, którego nie ukończył. W 1992 N’Golomingi wystartował jedynie w wyścigu indywidualnym ze startu wspólnego, którego ponownie nie ukończył.